# Чутівська ЗОШ І-ІІІ ступенів Оржицького району
Чутівська ЗОШ І—ІІІ ступенів — загальноосвітня школа, розташована у с. Чутівка, Оржицького району Полтавської області.

## Загальні дані
Чутівська ЗОШ І—ІІІ ступенів — розташована за адресою: 37743, вул. Шкільна, 1, с. Чутівка, Оржицького району Полтавської області.
У школі навчається 96 учнів. 
Педколектив навчального закладу — 26 вчителів.
Директор школи — Боговик Світлана Петріївна.

## Історія школи
Перша школа на території села була церковно-приходською, мала чотири класи. Знаходилася вона в мальовничому куточку села, там де сьогодні знаходиться Алея Пам’яті. Цю школу утримувала місцева поміщиця – Мусьманша. В школі навчалися діти всіх селян, що жили в Чутівці. До революції заняття проводилися в цьому приміщенні, але через необережність сторожа ця школа згоріла. Навчання відновили в панському будинку, що знаходився на Валку. Працювала школа у дві зміни. Цей будинок у селі іще називали “академією”. І хоча цього будинку вже давно не існує, місце, де він знаходився, і досі називають академією. 
Після революції перейшли навчатися в інший панський будинок, що знаходився коло ставу. Будинок був оточений великим парком з різноманітними деревами, що були насаджені панськими слугами. Ця школа була трьохступеневою: І ступінь – 1 – 4 класи; ІІ ступінь – 5 – 7 класи; а з іншого боку (ІІІ ступінь ) – школа колгоспної молоді (ШКМ). Сюди набирали учнів після 7 класів з усіх навколишніх сіл. Школа мала сільськогосподарський нахил. Присилали сюди вчителів, агрономів, тобто тих, хто володів сільськогосподарськими професіями.
Дітей у школі навчалось багато, всі прагнули до знань. На початок 40-х років кількість учнів у школі сягала 450 учнів, навчання проводилося у дві зміни. Школа на той час давала семирічну освіту. На їх зміну в 1949 році прийшов працювати Усенко Олександр Іванович. Школа в той період опалювалася соломою, очеретом та соняшничинням. Уже пізніше для опалення почали завозити торф, брикет та вугілля. Розвантажували паливо та заносили його в приміщення самі учні. Робили все це дружно, з бажанням. 
На період 1978 – 1980 років приходиться будівництво нового приміщення школи. Яка ж була радість вчителів та учнів, коли 24 листопада 1980 року було відкрито нову школу. Діти разом зі своїми наставниками переносили в нове приміщення унаочнення та таблиці, меблі для школи були придбані нові. На плечі директора та колективу лягла проблема упорядкування та благоустрою території школи.
У 1986 році школу прийняв Боговик Володимир Миколайович – сам місцевий, отримавши вищу освіту і попрацювавши декілька років в Райозерській школі, повернувся до рідного села.
У 1988 році було відкрито середню школу, а через рік почалося вивчення у школі автосправи та тракторної справи. 
У 2000 році школа дає можливість отримувати дві робітничих спеціальності – водій автомобіля (категорія С) та оператор комп'ютерного  набору.

## Директори школи
- Усенко Наталка Степанівна (з 1934 р.);
- Нестеренко Андрій Іванович (з 1938 р.);
- Усенко Олександр Іванович (з 1949 р.);
- Чеберяк Петро Федорович (з 1977 р.);
- Стрєльніков Віктор Юрієвич (з 1985 р.);
- Боговик Володимир Миколайович (з 1986 р.);
- Рева Антонина Панасівна (з 1992 р.);
- Боговик Мирослав Тимофійович (з 2000 р.);
- Сук Юрій Віталійович (з 2006 р.);
- Боговик Світлана Петріївна (з 2019.р)